# Euryparasitus kasakstanicus
Euryparasitus kasakstanicus är en spindeldjursart som beskrevs av Cheleviev 1978. Euryparasitus kasakstanicus ingår i släktet Euryparasitus och familjen Ologamasidae. Inga underarter finns listade i Catalogue of Life.